# Neon (canción)
«Neon» es una de las últimas canciones de la banda estadounidense Jonas Brothers. La previa de esta canción fue lanzada en el Miss USA 2013, el cual fue conducido por Nick Jonas y Giuliana Rancic.

## Lanzamiento
El 16 de junio de 2013, la banda Jonas Brothers se presentó en el Miss USA 2013, en esta ocasión promocionaron su primer sencillo Pom Poms mientras se realizaba la presentación en traje de baño de las candidatas, y luego, sin que nadie lo esperara, cantaron un fragmento de la canción "Neon", para terminar su show con su segundo single First Time.
Más tarde, los chicos decidieron sorprender a sus fanes subiendo un minuto de la canción a su aplicación para celulares.